# Sroczewo
Sroczewo – wieś w Polsce położona w województwie wielkopolskim, w powiecie śremskim, w gminie Książ Wielkopolski.
W latach 1975–1998 miejscowość administracyjnie należała do województwa poznańskiego.
Wieś położona 6 km na północny zachód od Książa Wielkopolskiego przy drodze powiatowej nr 4076 do Świączynia przez Zaborowo oraz nr 4077 do Dobczyna przez Chrząstowo.